# 桃园奶娘宫
桃园奶娘宫，是位于中国福建省宁德市周宁县纯池镇桃园村的一个清代古建筑，2016年入选周宁县第四批文物保护单位。
桃园奶娘宫建于清朝乾隆十六年（1751年）。坐西向东，通面阔13.35米，通进深15.4米，建筑占地面积205平方米，平面呈回字形，大厅面阔五间13.35米，进深七柱10.64米，高5.8米，穿斗抬梁式减中柱土木结构歇山顶。厅前天井两侧有厢廊接门楼，神龛和地面于2008年铺设石板材外其余建筑保存原样。